# كوستا للرحلات البحرية

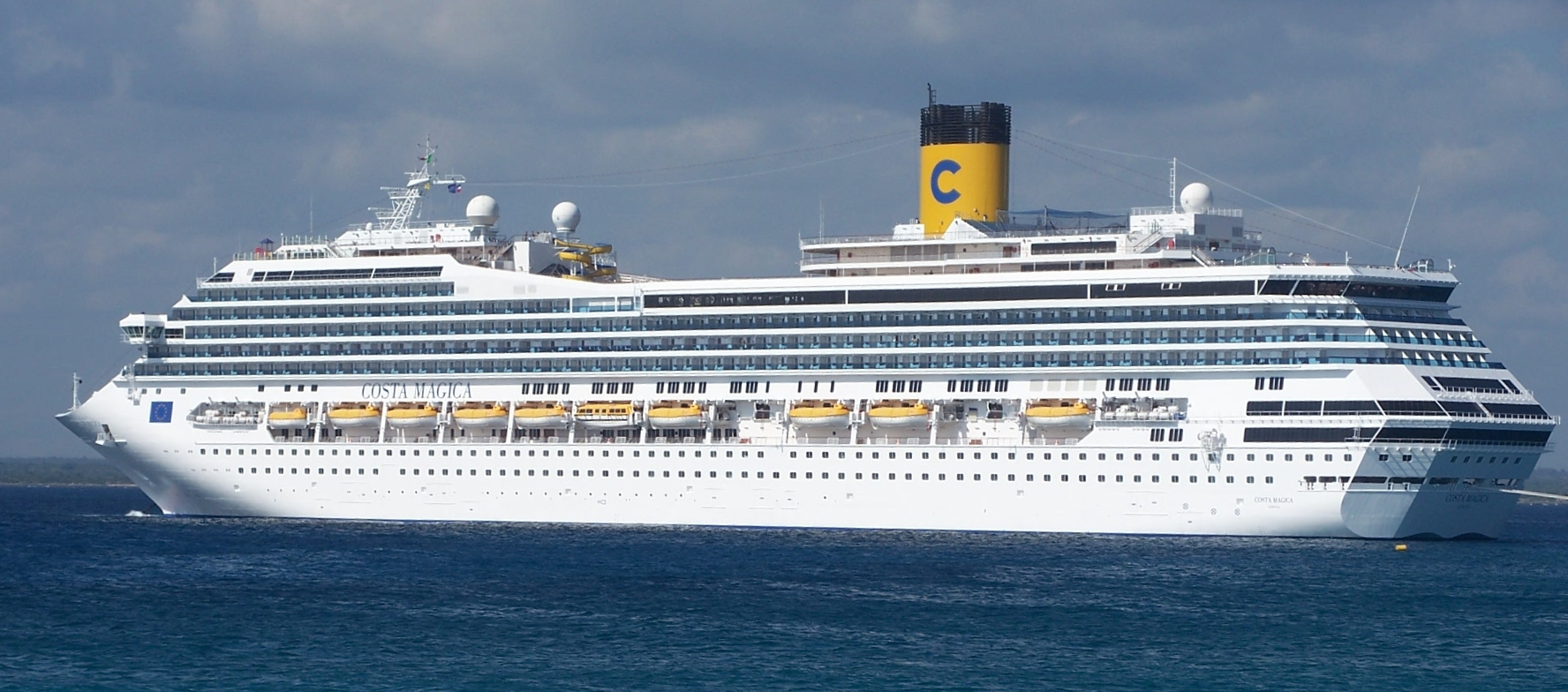
"كوستا ماجيكا" احدى السفن التي تشغلها شركة كوستا للرحلات البحرية

كوستا للرحلات البحرية (بالإيطالية: Costa Crociere)‏ شركة إيطالية تعد من أهم الشركات البحرية للسياحة عبر اسطولها الضخم والحديث من السفن السياحية ومقر الشركة في جمهورية إيطاليا ولها عدد من الفروع في الدول العربية وهي مصر ودبي وابوظبي وبحق تعتبر سفينة كوستا مرينا وكوستا الجيريا من اضخم السفن التي يتوافر بها كل سبل الترفيه والمتعة من مسابح وغرف ببلكونه وغرف بنافذه وغرف للنوم فقط. وقد بدأت الشركة بتسيير رحلاتها في البحر الأحمر والخليج العربي.

## التاريخ
تأسست في عام 1854 من قبل «جياكومو كوستا» باسم «جياكومو كوستا فو أندريا»، وكانت الشركة في الأصل تدير سفن شحن تحمل زيوت الزيتون والمنسوجات. في عام 1924 ، تم نقل الشركة إلى أبناء المؤسس، وبدأت الأنشطة التجارية بشراء السفينة رافينا.  في عام 1947، تم تغيير اسم الشركة إلى «لينيا سي».
استمرت الأنشطة التجارية لمدة عام آخر حتى عام 1948 ، مع إدخال خدمات الركاب،بدءًا من الخدمات المنتظمة بين إيطاليا وأمريكا الجنوبية التي تديرها السفينة آنا سي.كانت بداية العمليات المجدولة بين إيطاليا وأمريكا الجنوبية بعد أن كانت أول سفينة عبر المحيط الأطلسي الجنوبي بعد الحرب العالمية الثانية.
في عام 1959، انتقلت الشركة تدريجيًا إلى تقديم المزيد من عطلات المتعة، مع تقديم رحلات في منطقة البحر الأبيض المتوسط ومنطقة البحر الكاريبي.شرعت شركة «لينيا سي» في الحصول على ملكية أول سفينة سياحية لها الغرض في عام 1964 وامتلكت 12 سفينة أخرى بحلول عام 1980، مما جعل الشركة المالكة لأكبر أسطول من سفن الركاب في العالم.في عام 1986، غيرت «لينيا سي» اسمها إلى «كوستا كروزس» وأصبحت شركة تركز على الرحلات البحرية.

## الحوادث
في 22 أكتوبر 1961، كانت بيانكا سي بجانب غرينادا عندما وقع انفجار في غرفة المحرك.  توفي اثنان من أفراد الطاقم في الانفجار واشتعلت النيران في السفينة.  ساعد الصيادون المحليون في إنقاذ الركاب والطاقم، ولكن نظرًا لعدم امتلاك السلطات المحلية المعدات اللازمة لإطفاء الحريق، تُركت السفينة تحترق حتى وصلت الفرقاطة البريطانية «اتش ام اس لندنديري» من بورتوريكو. كانت السفينة المحترقة في المرسى الرئيسي وستغلق الميناء إذا غرقت هناك، لذلك جرّتها سفينة لندنديري إلى موقع مختلف حيث غرقت السفينة «بيانكا سي» في 24 أكتوبر 1961.
في 13 يناير 2012، جنح كوستا كونكورديا قبالة «ايزولا ديل جيليو» في توسكانا. وانقلبت السفينة وغرقت جزئيا مما أدى إلى مقتل 32 شخصا. في عام 2014، تم تجريف السفينة وإعادة تعويمها بالقيسونات، وفي يوليو 2014، تم سحبها إلى ميناء جنوة على مدار خمسة أيام، حيث تم تفكيكها وإلغائها في النهاية.وقدرت التكلفة الإجمالية للكارثة بما يزيد عن 2 مليار دولار.

## معرض صور

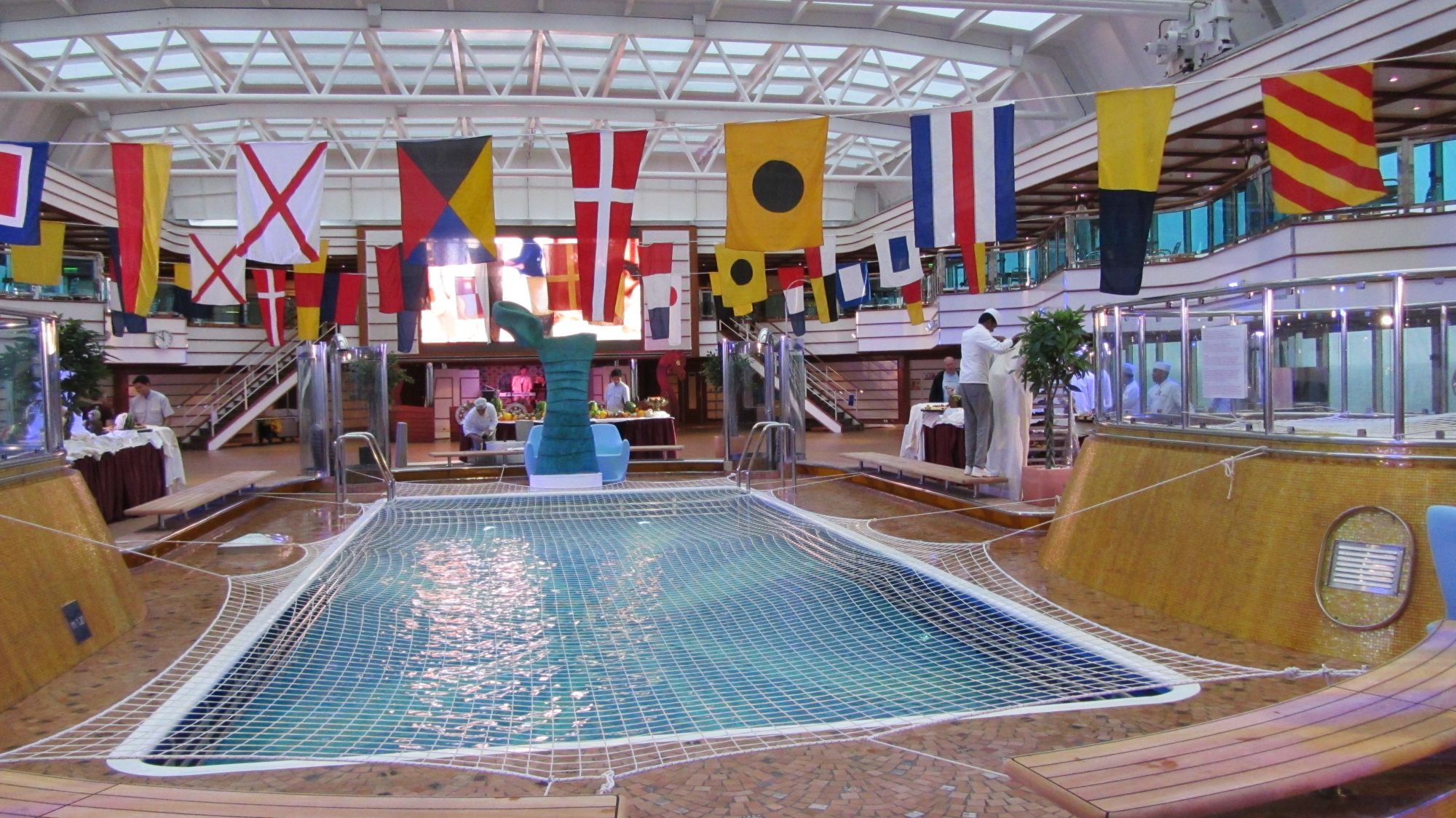
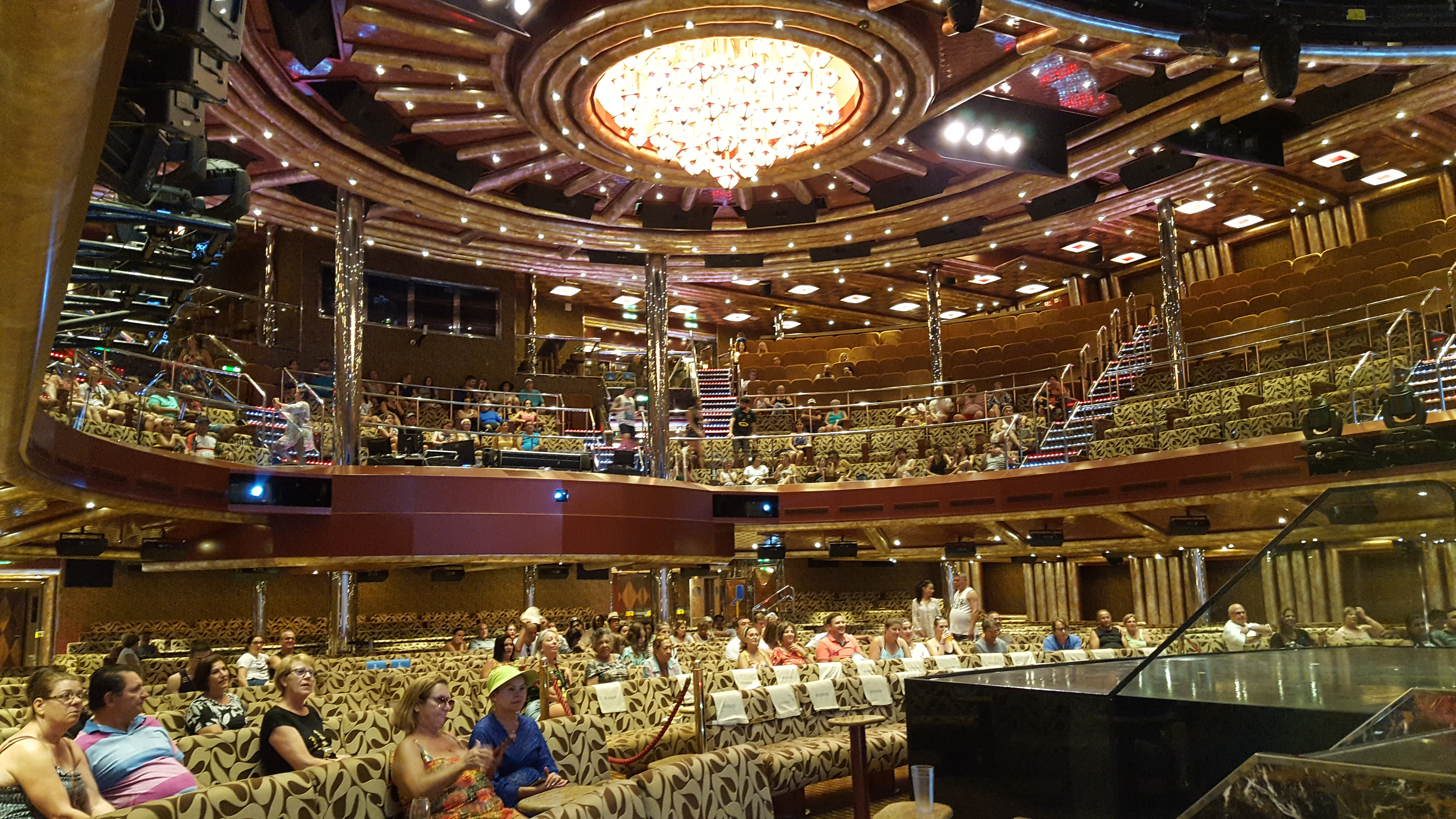
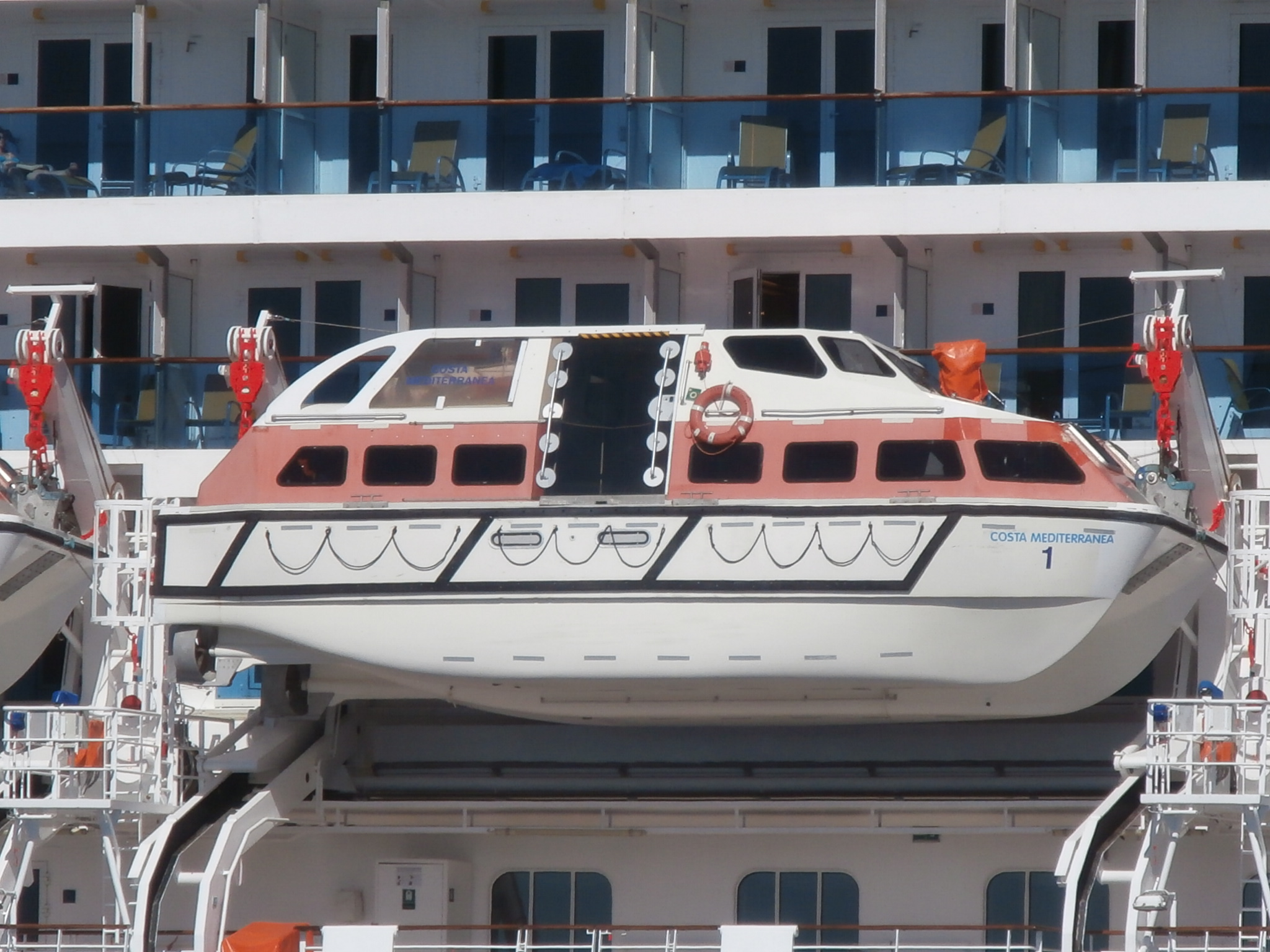
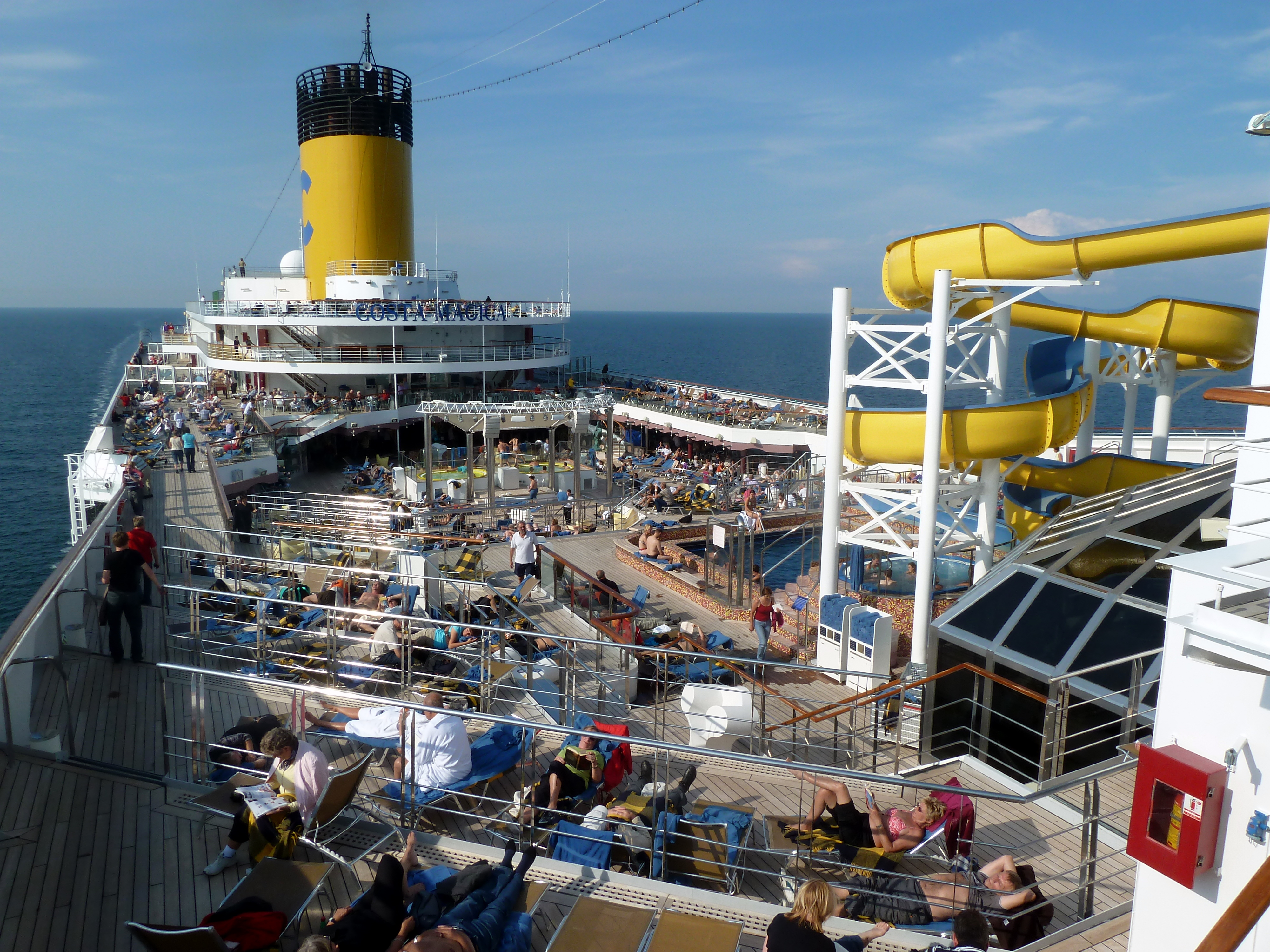
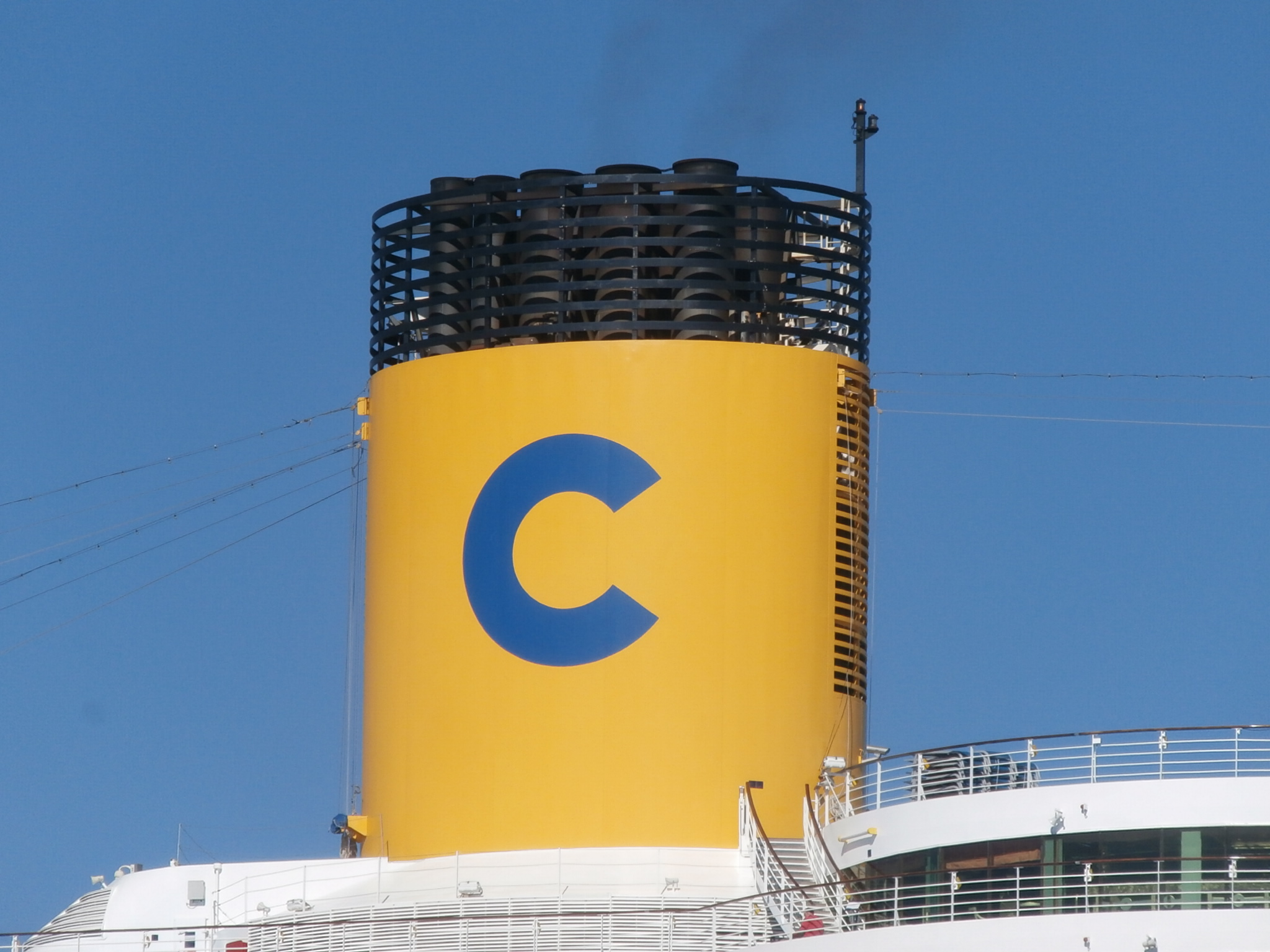
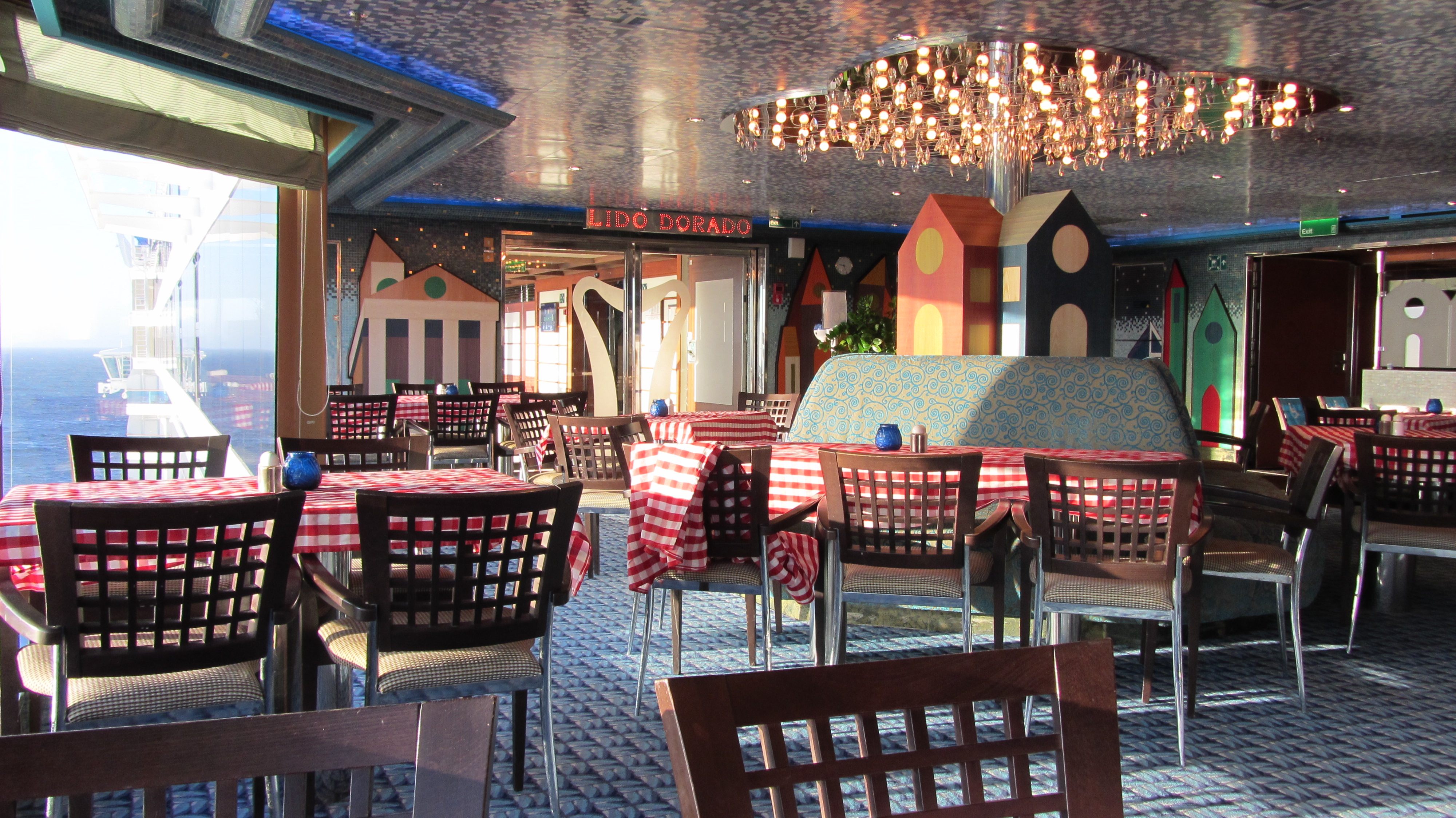